# جلال‌آباد (خلخال)
جلال‌آباد یک روستا در ایران است که در دهستان شال واقع شده‌است. جلال‌آباد ۸۲ نفر جمعیت دارد.